# Моро (скала)
Моро (англ. Moro Rock) — скала типа «гранитный купол» в центре национального парка «Секвойя», округ Туларе, штат Калифорния, США. Первым евроамериканцем, покорившим Моро, стал шахтёр Хейл Терп со своими пасынками Джорджем и Джоном Суонсонами в 1861 году.

## Описание
Моро — гранитный монолит в форме купола. Возраст — около 100 миллионов лет (меловой период).
Вершина скалы находится на высоте 2050 метров над уровнем моря, при этом относительная высота Моро невелика — 75 метров. Зимой дорога, ведущая к скале, закрыта для автомобилей, поэтому туристам необходимо пройти пешком от парковки более трёх километров, чтобы добраться до подножия. В 1996 году высказывались планы полностью закрыть подъезд на личном автотранспорте к скале и пустить маршрутный автобус, но эти планы были реализованы не полностью: по будням туристы подъезжают к скале на своих автомобилях, по выходным и праздничным дням — только на автобусах.
Западный склон Моро представляет собой почти вертикальную стену высотой около 300 метров, на ней часто практикуются скалолазы. Этот вид спорта запрещён здесь только в период гнездования сапсанов, с 1 апреля по 15 августа.

### Лестница

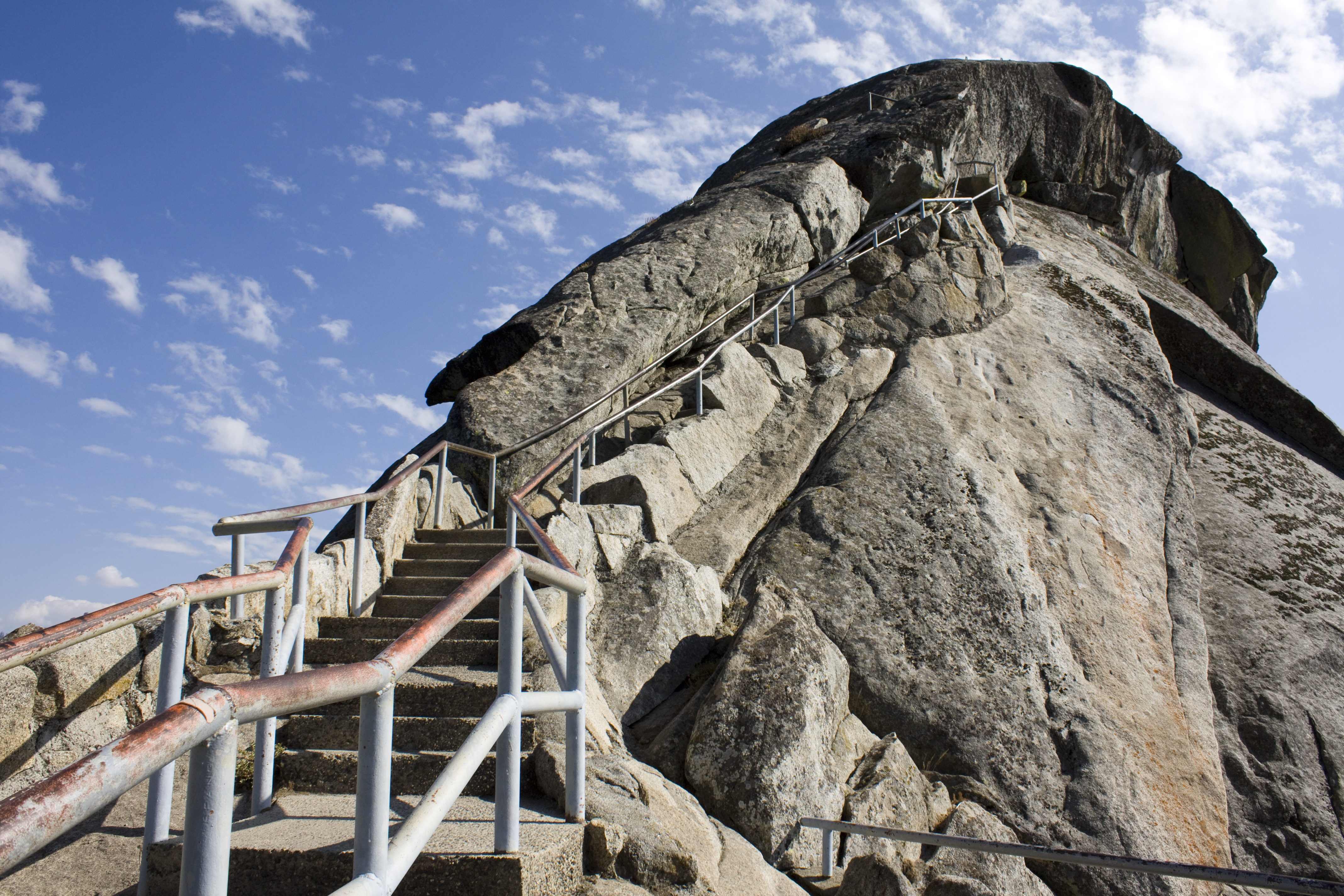
Фото 2008 года

Первая деревянная лестница, ведущая на вершину Моро, была сооружена в 1917 году, однако уже в конце 1920-х годов она пришла в негодность. Новая, гораздо более прочная лестница была построена Гражданским корпусом охраны окружающей среды в 1931 году, именно она и используется поныне. Её длина составляет 243 метра (400 ступеней), она максимально использует природные расширения, уступы, выступы и щели, а её дизайн проработан ландшафтным дизайнером Мерелом Сейджером. С вершины скалы открывается великолепный вид на западную часть национального парка, особенно на Великий западный водораздел. Подъём бесплатен, но запрещён во время гроз и снегопадов, также на лестницу не допускаются посетители с собаками и велосипедами.
В 1978 году эта лестница была добавлена в Национальный реестр исторических мест США.